# Alejandro Suárez Martín
José Alejandro Suárez Martín, genannt Alexis (* 6. März 1974 in Las Palmas) ist ein ehemaliger spanischer Fußballspieler.

## Spielerkarriere

### Die Anfänge – Kanaren
Alexis startete seine Karriere als Fußballer in seiner Heimatstadt bei UD Las Palmas. In seiner ersten Profisaison stieg er bereits mit seiner Mannschaft aus der Segunda División ab. Nach drei Jahren in der 3. Liga wechselte Alexis 1995 zum spanischen Erstligisten CD Teneriffa. In seiner ersten Saison erreichte er mit den Insel-Kickern den UEFA Cup. In der Saison 1998/99 musste Alexis mit seiner Mannschaft den Gang in die Segunda División antreten.
Nach einem Jahr, in dem sich Teneriffa neu positionierte, gelang 2000/2001 der Wiederaufstieg noch vor Atlético Madrid dank des besseren Torverhältnisses. Lange hielt der Erfolg allerdings nicht an, so dass schon nach einem Jahr mit Platz 19 der Abstieg anstand. Im erneuten Zweitliga-Jahr erreichte Alexis mit seinem Team nur einen Mittelfeldplatz, so dass er sich dazu entschloss den Verein nach acht Jahren zu verlassen.

### Auf- und Abstiege
Im Sommer 2003 wechselte Alexis zum Zweitliga-Konkurrenten UD Levante. Mit den Ostspaniern stieg er auf Anhieb als Tabellenerster wieder auf. Erneut konnte sich Alexis mit seiner Mannschaft, in der er einen Stammplatz hatte, nicht lange über den Erfolg freuen. In der folgenden Saison stieg man nämlich als Drittletzter schon wieder ab. Trotzdem blieb Alexis in Valencia. Seine Treue wurde mit dem erneuten Aufstieg belohnt. Nachdem er seinen Stammplatz verloren hatte, ging Alexis 2007 zum Aufsteiger Real Valladolid. Dort kam er nur selten zum Einsatz und beendete im Jahr 2008 seine Karriere.

## Erfolge

### CD Teneriffa
- 2000/01 – Aufstieg in die Primera División

### UD Levante
- 2003/04 – Aufstieg in die Primera División
- 2005/06 – Aufstieg in die Primera División